# Чайка індійська

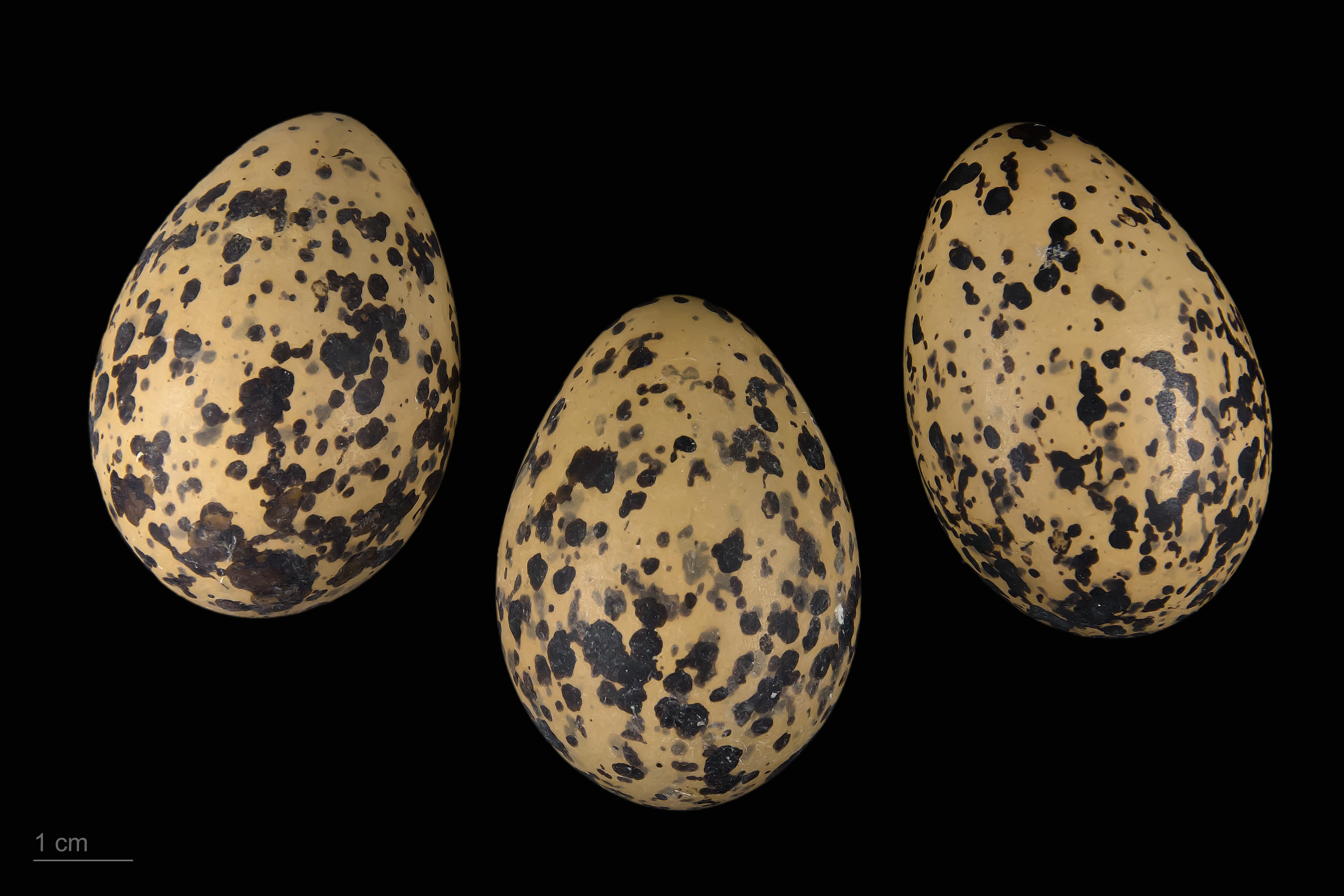
яйце Vanellus indicus aigneri - Тулузький музей

Чайка індійська (Vanellus indicus) — птах роду чайка, що поширений у Південній та Західній Азії.

## Опис
Довжина тіла — 35 см. Розмах крил - 20,8-24,7 см. Голова, шия та груди чорнильно-чорного кольору. Спина та верхня поверхня крил бронзово-коричневі. Черевна поверхня тіла біла, 2 білі смужки також піднімаються по боках шиї та майже досягають очей. Перші та другі махові пера на крилах, а також поперечна смужка на хвості чорні.

## Спосіб життя
Зустрічаються на сухих відкритих просторах. Тримаються поодинці, у період розмноження утворюють пари, в зимовий період збираються у великі зграї.
Голос різкий, серія коротких нот. При появі хижака біля гнізда збільшується частота нот.
Під час сезону розмноження самець обирає територію та охороняє її від інших самців. Самець разом з самицею беруть участь у побудові гнізда. Гніздо являє собою заглибину в ґрунті, обкладеною глиною чи камінням. Самиця відкладає туди 4 вохристих чи зеленуватих яйця. Яйця широкі з одного кінця та загострені з іншого. Насиджування триває близько 25 днів, насиджують обидва батьки.

## Підвиди
Виділяють 4 підвиди:
- V. indicus aigneri
- V. indicus indicus
- V. indicus lankae
- V. indicus atronuchalis

## Ареал
Поширені від Туреччини, Сирії, Іраку, узбережжя Перської затоки до Індокитаю, Малайзії та південного Китаю.